# Пронькин, Тимофей Владимирович
Тимофей Владимирович Пронькин (род. 21 декабря 1974, Москва) — российский певец, гитарист, танцор, участник группы «Hi-Fi», телеведущий.

## Биография

### Ранние годы
Тимофей Пронькин родился 21 декабря 1974 года.
В детстве посещал вокально-танцевальный кружок и кружок прикладного творчества.
Окончил ПТУ. 
Окончил заочно ВУЗ по специальности «экономист».

### Карьера
В 1997 году работал стриптизёром вместе с Тарзаном, в ночном клубе «Hungry Duck» (Голодная утка), где познакомился со своей будущей женой Любовью Колтуновой.
Танцевал в этом клубе год, в 1998 году стал участником группы «Hi-Fi».
Тимофей окончил Академическую школу дизайна, выполняет заказы по декору и даёт мастер-классы.
Занимается производством мебели.
С 25 августа 2019 года — ведущий программы «Фазенда Лайф» на канале «Мир».

### Личная жизнь
Жена — Любовь Руслановна Колтунова (род. 6 ноября 1975) — практикующий психолог, двое сыновей Степан Пронькин и Роман Пронькин.